# Površinsko aktivna snov
Površinsko aktivne snovi (PAS) ali surfaktanti so spojine, ki znižujejo površinsko napetost (ali medfazno napetost) med dvema tekočinama ali med tekočino in trdnino. Površinsko aktivne snovi lahko delujejo kot detergenti, močljivci, emulgatorji, penilci in dispergenti.

## Etimologija in definicija
Izraz surfaktant je zloženka angleškega izraza za površinsko aktivno snov: surface active agent.
Beseda surfaktant se v slovenščini uporablja večinoma za pljučni surfaktant. Za ostalo pa se favorizira izraz površinsko aktivna snov, čeprav gre za sopomenki.

## Uporaba
Površinsko aktivne snovi igrajo pomembno vlogo kot močljivci, dispergenti, emulgatorji, penilci in protipenilci pri mnogo praktičnih uporabah in izdelkih: 
- Detergenti
- Mehčalci za tkanine
- Emulzije
- Mila
- Barve
- Lepila
- Črnila
- Protimeglila
- Smučarska maziva
- Odstranjevanje črnila iz recikliranega papirja pri flotaciji, pranju in encimskih procesih
- Odvajala
- Agrokemična sredstva

  - Herbicidi (nekateri)
  - Insekticidi
- Kvantne pike za manipulacijo rasti[2] in porazdelitev pik, reakcij na njihovi površini, električnih lastnostih itd.[3]
- Biocidi (razkužila)
- Kozmetika:
  - Šamponi
  - Balzami za lase (po šamponu)
  - Zobne paste
- Spermicidi (nonoksinol-9)
- Gasilstvo
- Cevovodi, sredstva za zmanjšanje vleka tekočine
- Alkalijski površinsko aktivni polimeri (ki se uporabljajo za mobilizacijo nafte v naftni vrtini)[4]
- Ferofluidi
- Detektorji puščanja